# Gare de Sakaihigashi
La gare de Sakaihigashi (堺東駅, Sakaihigashi-eki) est une gare ferroviaire de l'arrondissement de Sakai à Sakai, dans la préfecture d'Osaka au Japon. La gare est gérée par la compagnie Nankai.

## Situation ferroviaire
La gare de Sakaihigashi est située au point kilométrique (PK) 11,0 de la ligne Nankai Kōya.

## Histoire
La gare est inaugurée le 30 janvier 1898.

## Service des voyageurs

### Accueil
La gare dispose d'un bâtiment voyageurs, avec guichet, ouvert tous les jours.

### Desserte
- Ligne Nankai Kōya :
  - voies 1 et 2 : direction Nakamozu (interconnexion avec la ligne Nankai Semboku pour Izumi-Chūō), Kawachinagano et Gokurakubashi
  - voies 3 et 4 : direction Namba

## À proximité
- Mairie de Sakai
- Centre des arts de la scène de Sakai (堺市民芸術文化ホール)
- Kofun de Tadeiyama (田出井山古墳)
- Sanctuaire Hōchigai-jinja (方違神社)
- Temple Kōgaku-ji (興覚寺)
- Temple Kōkoku-an (紅谷庵)